# Агапантус
Агапантус (Agapanthus), известно също с популярните имена Африканска лилия и Нилска лилия, е член на семейство Amaryllidaceae (Кокичеви), съгласно таксономичната система APG III. То е единственият род, включен в подсемейство Агапантови, което бива сестринско на подсемейството на Амариловите (Amaryllidoideae).
Името произлиза от гръцкото – αγαπη – любов и ανθος – цвете. Пренесено е в Европа през 17 век от първите преселници – първи е представен Agapanthus africanus през 1679 г. През 1940 от Луис Палмър е създадена групата Хедборн хибриди, голяма част от които са напълно студоустойчиви в Европа.

## Описание
Многогодишно растение. Характеризира се с големи листа и цветове с размерите на футболна топка. Агапантуса образува туфи от дълги, блестящи листа с форма на меч и е атрактивно дори и когато не е в период на цъфтеж. Видовете се делят на две големи групи – вечнозелени и листопадни. Цветоносите са дълги според вида и сорта между 60 cm и 1,8 m, и завършват с топка от множество цветчета с формата на камбанка или миниатюрна лилия. Цветовете варират от бяло, през небесно синьо до мастилено синьо и виолетово. Цъфтежът продължава през цялото лято, като може да трае от няколко седмици до 3 месеца. Вечнозелените са подходящи за отглеждане в саксия, а листопадните, които са значително по-студоустойчиви – в градински условия.

## Видове
- Agapanthus africanus
- Agapanthus campanulatus
- Agapanthus caulescens
- Agapanthus coddii
- Agapanthus comptonii
- Agapanthus dyeri
- Agapanthus inapertus
- Agapanthus nutans
- Agapanthus orientalis
- Agapanthus praecox
- Agapanthus walshii

## Отглеждане
В периода на вегетация растението изисква обилно поливане. Почва – лека, добре дренирана. Понася засушаване за кратко, но се отразява зле на цъфтежа. Предпочита ярко слънчево огряване. Вредители – щитоносна въшка и червен акар.

## Размножаване
Чрез разделяне на коренищата. При вечнозелените видове на всеки три – четири години след прецъфтяване. Новоразделените растения цъфтяват още на следващата година. Листопадните видове се пресаждат напролет, преди вегетацията. Те цьфтят след като нарасне достатъчно кореновата им система.
Семенно размножаване. Цъфтеж се наблюдава след три или четири години.